# Найтс-Лендінг (Каліфорнія)
Найтс-Лендінг (англ. Knights Landing) — переписна місцевість (CDP) в США, в окрузі Йоло штату Каліфорнія. Населення — 1117 осіб (2020).

## Географія
Найтс-Лендінг розташований за координатами 38°47′53″ пн. ш. 121°43′3″ зх. д. / 38.79806° пн. ш. 121.71750° зх. д. (38.797957, -121.717625).  За даними Бюро перепису населення США в 2010 році переписна місцевість мала площу 1,30 км², уся площа — суходіл.

## Демографія
Згідно з переписом 2010 року, у переписній місцевості мешкало 995 осіб у 317 домогосподарствах у складі 231 родини. Густота населення становила 767 осіб/км².  Було 343 помешкання (264/км²).
Расовий склад населення:
| - 56,3 % — білих - 1,0 % — корінних американців - 0,7 % — азіатів - 0,4 % — чорних або афроамериканців - 34,0 % — осіб інших рас |

До двох чи більше рас належало 7,6 %. Частка іспаномовних становила 64,7 % від усіх жителів.
За віковим діапазоном населення розподілялося таким чином: 26,6 % — особи молодші 18 років, 62,1 % — особи у віці 18—64 років, 11,3 % — особи у віці 65 років та старші. Медіана віку мешканця становила 34,3 року. На 100 осіб жіночої статі у переписній місцевості припадало 108,6 чоловіків;  на 100 жінок у віці від 18 років та старших — 103,9 чоловіків також старших 18 років.
Середній дохід на одне домашнє господарство  становив 56 708 доларів США (медіана — 42 813), а середній дохід на одну сім'ю — 56 182 долари (медіана — 42 550). Медіана доходів становила 33 879 доларів для чоловіків та 33 173 долари для жінок. За межею бідності перебувало 18,2 % осіб, у тому числі 30,7 % дітей у віці до 18 років та 24,3 % осіб у віці 65 років та старших.
Цивільне працевлаштоване населення становило 465 осіб. Основні галузі зайнятості: роздрібна торгівля — 37,0 %, транспорт — 14,0 %, мистецтво, розваги та відпочинок — 9,5 %, виробництво — 9,2 %.